# سيقان القفز

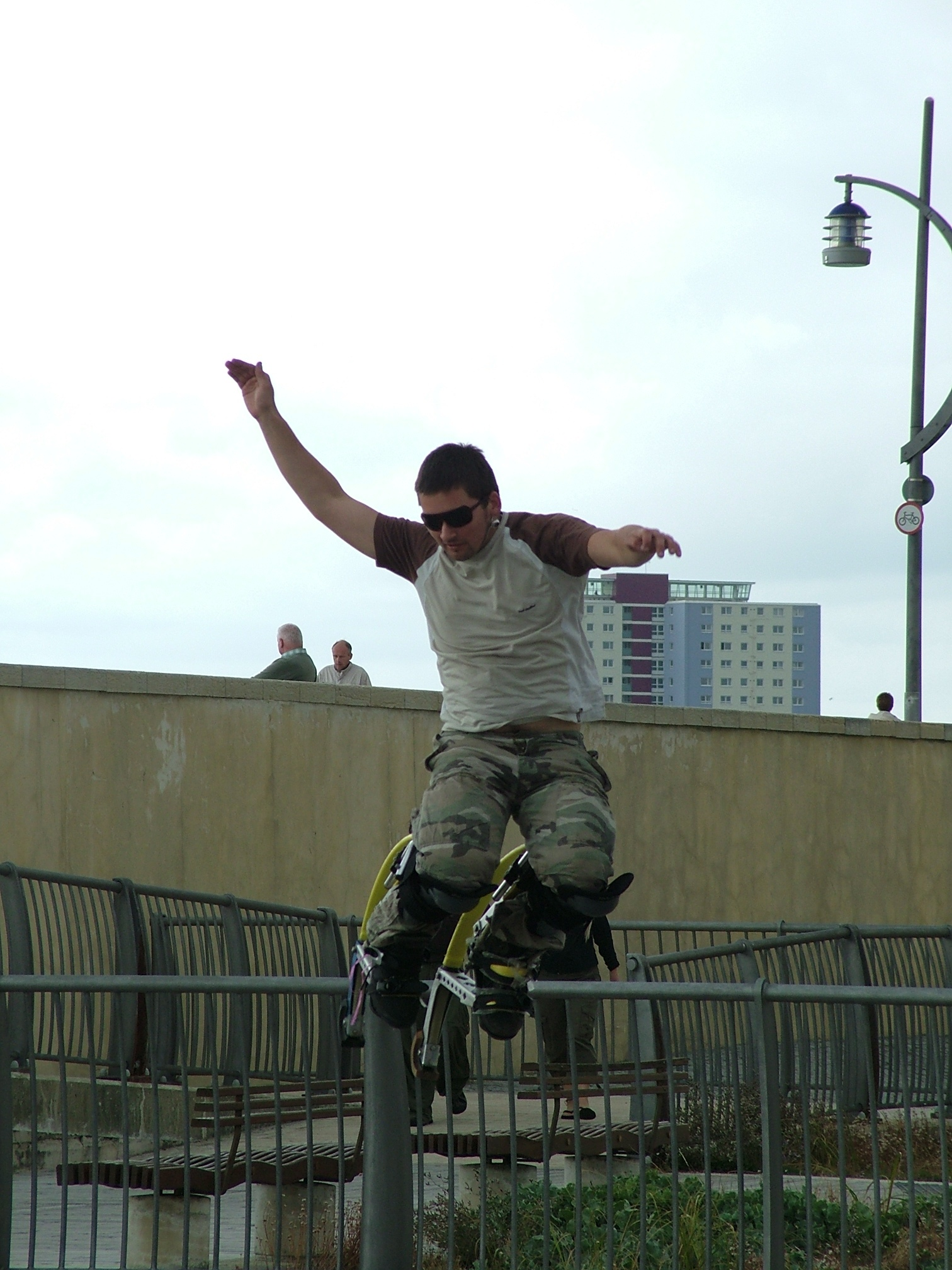
أحد الأشخاص يستخدم سيقان القفز

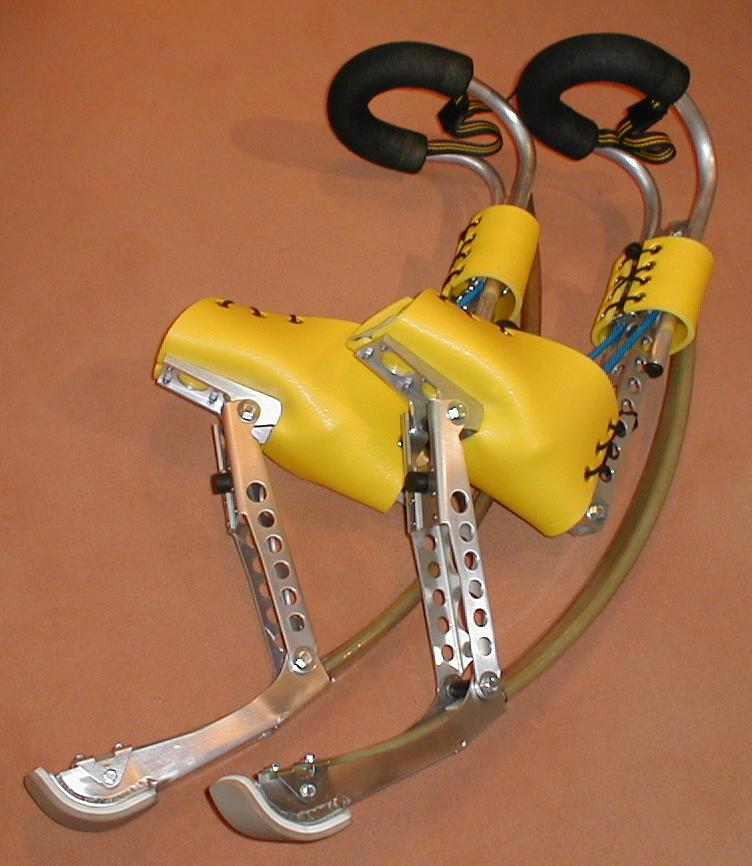
صورة للباور سكيب

سيقان القفز Jumping Stilts (يطلق عليها اسم سيقان القوة أو سيقان الدفع) هي عبارة عن سيقان مزودة بنابض تسمح لمستخدمها أن يجري ويقفز ويؤدي العديد من الحركات الأكروباتية. تم تسجيل براءة إختراع سيقان القفز في الولايات المتحدة الأمريكية عام 2004 تحت اسم «باور سكيب PowerSkip». وتستخدم الباور سكيب نابضات ورقية مصنعة من الألياف الزجاجية. وكان يسوّق لها بحيث تستخدم في ممارسات الرياضة الترفيهية الغير اعتيادية. وأيضا يطلق على فعل استخدام هذه السيقان (باور بوكينج powerbocking) نسبة إلى مخترعها ألكسندر بويك Alexander Boeck. وتصنع سيقان القفز عادة من الألمنيوم.

## الباور بوكينج Powerbocking
فعل الباور بوكينج يُقصد به القفز والجري بنفس مرونة سيقان القفز. فالبعض يعتبرها رياضة غير اعتيادية أو خارقة، والبعض الآخر يعتبرها شكل من أشكال التمرينات أو الحركات الفنية. فمُسمى البوكينج أو الباور بوكينج يُطلق على استخدام سيقان القفز في آداء القفزات أو الجري أو أداء الحركات الأكروباتية الغير اعتيادية، وسميت هكذا نسبة إلى اسم مخترعها.

## تركيب سيقان القفز
كل حذاء يتكون من نعل متصل به أربطة تشبه أربطة حذاء التزلج، ووسادة قدم مصنوعة من المطاط (عادة ما يطلق عليها اسم هووف)، ونابض ورقي مصنوع من الألياف الزجاجية. حيث يمكن لمستخدم هذه السيقان القفز بارتفاع من 3-5 أقدام (1-1.5 أمتار) والجري بسرعة أكبر من 20ميل/ساعة (32 كم/ساعة) فقط باستخدام وزنه وبضع حركات. وأيضا تعطيه القدرة على السير بخطوة طولها يزيد عن تسعة أقدام (2.7 متر).
والجدير بالذكر أنه تم استخدام سيقان القفز في الحفل الختامي لأوليمبياد بكين عام 2008.

## العلامات التجارية الشهيرة بها
تم اختراع سيقان القفز في الأصل على يد الألماني (ألكسندر بوك) وسُجلت كبراءة اختراع تحت اسم باور سكيب powerskip . وهناك العديد من الأسماء التجارية الأخرى التي أطلقت عليها  أشهرها : 7 League Boots, Air-Trekkers, Powerizers , Pro-Jump
وعادة يستخدم الناس أسماء هذه العلامات التجارية كأسم يُطلق عليها.

## مخاطر إستخدامها
في الرابع من ديسمبر عام 2010 تعرض الألماني صامويل كوخ Samuel Koch لحادثة مؤسفة أثناء تأديته لعرض في برنامج عروض يدعى ?..wetten,dass حيث كان من المفترض أن يقفز من فوق عدد من السيارات المتحركة على التتابع مستخدما سيقان القفز ولكنه فشل في تخطي إحداها وتسبب ذلك في تعرضه لإصابات بالغة في الرقبة والعمود الفقري أنتهت إلى إصابته بالشلل.